# Bmi
British Midland Airways Limited, стилизованная аббревиатура — bmi (торговая марка, ранее сокращённое название было British Midland) — упразднённая британская авиакомпания со штаб-квартирой в Донингтон-Холл (Касл-Донингтон, Англия, Великобритания), рядом с аэропортом Восточный Мидландс. Авиакомпания осуществляла перевозки страны в Европы, Северной Америки, Карибский бассейн, на Ближний Восток, в Африку и Центральную Азию. Основными хабами авиакомпании являлись аэропорты Манчестер и Хитроу.
В январе 2007 года BMI приобрела авиакомпанию British Mediterranean Airways, что позволило увеличить количество среднемагистральных назначений.
British Midland Airways Limited работала под лицензией типа A, которая разрешает грузо- и пассажироперевозки на самолётах с 20 и более местами.
29 октября 2008 года Lufthansa объявила о приобретении у Майкла Бишопа контрольный пакет (50 % + 1 акция) bmi за 318 млн евро, в результате чего её общая доля возросла до 80 %, сделка закрылась в начале 2009 года (вторым акционером осталась Scandinavian Airlines).
20 апреля 2012 года авиахолдинг International Airlines Group (IAG) полностью выкупил bmi и её дочерние компании.
27 октября 2012 года авиакомпания полностью прекратила операционную деятельность.

## История
Датой создания компании считают 16 февраля 1949 года, когда была создана Derby Aviation Limited. Derby Aviation была подразделением Air Schools Limited которая была создана в 1938 году для обучения пилотов Королевских ВВС. В 1949 компания, в которую вошли Derby Aviation, базировавшаяся в Бурнастоне (недалеко от Дерби) и Wolverhampton Aviation, базировавшаяся в Пендефорде (недалеко от Вулвергемптона) осуществляла чартерные рейсы и грузовые рейсы на самолётах De Havilland Dragon Rapide, а также техобслуживание самолётов и оказывала брокерские услуги.
Обучение полётам было прекращено в 1953 году, в это же время начались регулярные рейсы из Дерби и Вулвергемптона в Джерси. После приобретения первого Douglas DC-3 в 1955 году Wolverhampton Aviation постепенно прекратила деятельность и единственной базой остался аэропорт Бурнастон. Международные рейсы начали осуществляться в 1956 в Остенде, а также рейсы выходного дня в материковую Европу. Компания также получила контракт от Rolls-Royce на доставку двигателей покупателям по всему миру. В 1959 году компания сменила название на Derby Airways. Местные регулярные рейсы по Великобритании были открыты в конце десятилетия.

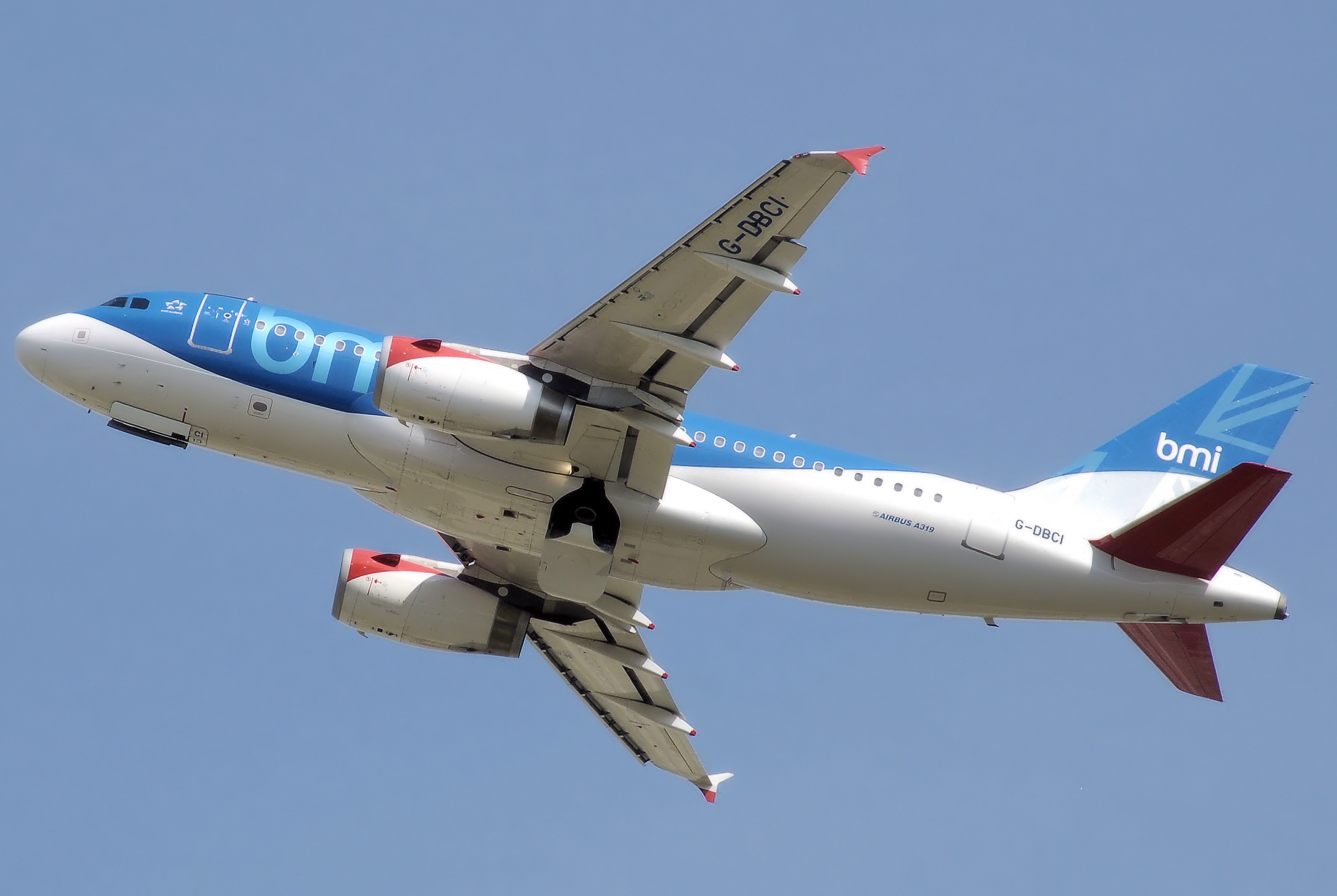
Airbus A319-100 на взлёте

### BMA
1 октября 1964 года, после приобретения базировавшейся в аэропорту Манчестера авиакомпании Mercury Airlines, компания сменила название на British Midland Airways (BMA) и перевела все рейсы из Бурнастона в только что открывшийся аэропорт Восточный Мидландс. В это же время корпоративными цветами авиакомпании стали голубой и белый, в них были окрашены первые турбовинтовые самолёты компании, Handley Page Herald.
Лондонская инвестиционная и финансовая группа Minster Assets приобрела авиакомпанию в 1968 году, а в 1969 выдвинула бывшего менеджера наземных служб Mercury Майкла Бишопа на должность Генерального менеджера. С этого времени Бишоп предпринял немалые усилия по увеличению сети местных и европейских маршрутов, а в 1970 году BMA ввела в эксплуатацию свой первый реактивный самолёт BAC 1-11, а затем, в 1971 году — Boeing 707. В 1972 году, когда Бишоп стал Управляющим директором, он принял решение отозвать BAC 1-11 из эксплуатации и передать 707-е в аренду другим авиакомпаниям, а BMA приобрела турбовинтовые Vickers Viscount, которые находились в эксплуатации с 1967 до середины 1980-х. Несмотря на рост флота Boeing 707, они не использовались BMA на регулярных рейсах, а также на чартерных рейсах до 1981, весь флот этих самолётов был передан в аренду. Douglas DC-9 постепенно занял место основного самолёта на внутренних и европейских рейсах, начиная с 1976 года.
В 1978 году Minster Assets приняла решение о продаже компании. С помощью антрепренёра, стоматолога из Калифорнии, Бишоп смог собрать 2,5 млн фт.ст. для процедуры MBO, и в результате был назначен Председателем:

Я должен был принять деньги у американского гражданина. Большинство венчурных капиталистов рассчитывают на 40 % прибыли, а также хотят иметь стратегию выхода.
Оригинальный текст (англ.)«I had to borrow the money from an American citizen. Most venture capitalists want a return of 40 % to make up for all their other failures and they want an exit strategy.»

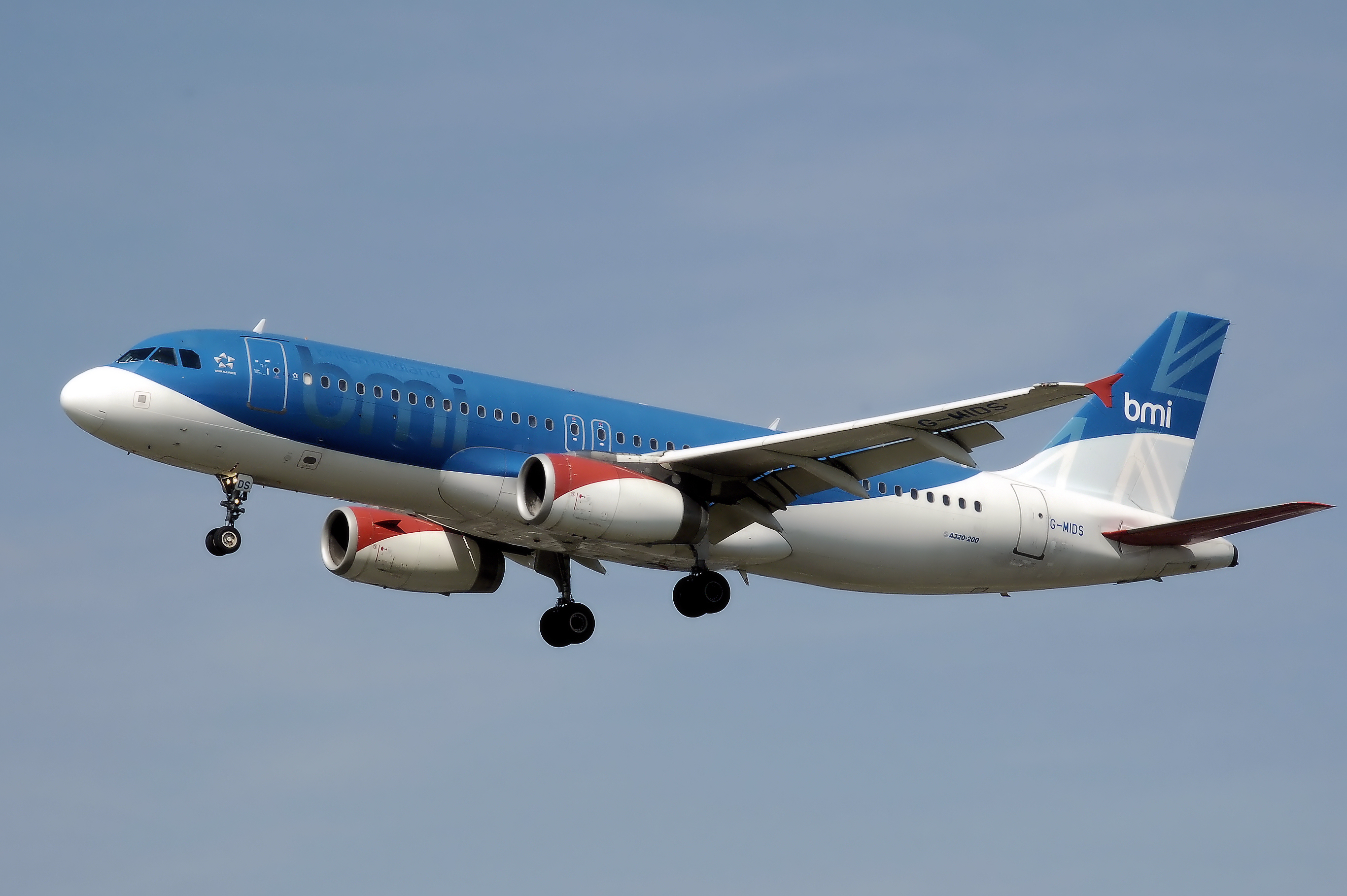
Airbus A320-200 приземляется

В этом же году British Midland и British Airways подписали соглашение об обмене маршрутами, в результате чего British Midland Airways передала свои континентальные маршруты из Бирмингема в Брюссель и Франкфурт; а BA передала свои маршруты из Ливерпуля в Хитроу, Белфаст, Дублин, Джерси, на остров Мэн и в Глазго. В 1979 году пассажирооборот достиг впервые 1 млн.
В 1981 году правила, регламентирующие полёты между Хитроу, Глазго и Эдинбургом были отменены CAA. После введения этих рейсов BMA и BA стали прямыми конкурентами.
BMA совместно с British & Commonwealth Shipping в 1982 году создала Manx Airlines, а в следующем году BMA приобрела 75 % в базирующейся в Глазго авиакомпании Loganair. 24 декабря 1982 года British Midland Airways получила Douglas DC-9-15 (PH-DNB c/n 45719) от KLM. Самолёт совершил первый полёт 16 декабря 1965 года, а BMA зарегистрировала самолёт в Великобритании 1 февраля 1983 года под номером G-BMAG и именем «Алмаз из Нассака». BMA использовала этот самолёт до 22 марта 1995 года и передала затем в аренду Intercontinental of Columbia, а позднее продала его мексиканской авиакомпании TEASA в 2002/2003 финансовом году.
В марте 1987 года была создана холдинговая компания Airlines of Britain Holdings (ABH), которая стала управляющей для British Midland и British Midland Aviation Services. ABH стала British Midland в 1997 году в результате реструктуризации.
Новые корпоративные цвета были введены в 1985 году. Самолёт был перекрашен в тёмно-голубой, низ фюзеляжа стал серым, а надпись — красной. В то же время название авиакомпании сократилось до British Midland, новый логотип представлял собой стилизованные буквы BM с бриллиантом на хвосте самолёта. Была запущена программа лояльности пассажиров Diamond Club. в связи с чем в аэропортах открывались специальные залы. Компания ушла с чартерного рынка и избавилась от Boeing 707.
В 1992 году British Midland стала первой авиакомпанией Великобритании, предложившей пассажирам вегетарианское меню на внутренних рейсах, а также одной из первых европейских авиакомпаний, предложивших такое меню. К концу 1990-х British Midland начала обновление флота на самолёты производства Airbus и Embraer.

### BMI

Логотип авиакомпании с 2001 года

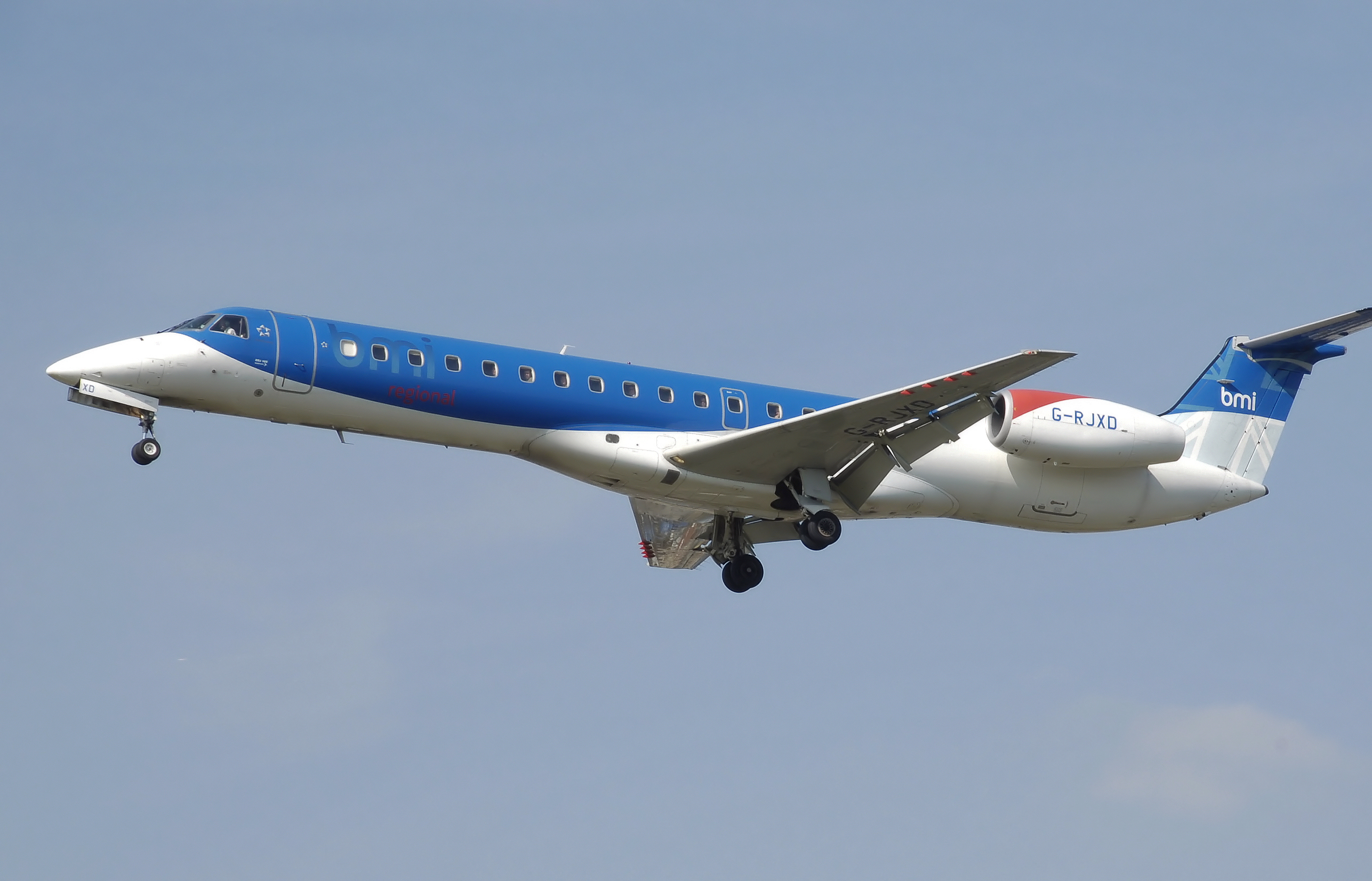
Embraer ERJ 145 совершает посадку

В 1999 году Scandinavian Airlines (SAS), акционер British Midland с 1987 года, продала часть своего пакета Lufthansa, что было условием British Midland в Star Alliance. BMI вступила в альянс в 2000 году, в 2001 году начался ребрендинг. Новым названием стало BMI British midland (тем не менее, аббревиатура BMI не имеет официальной расшифровки, хотя обычно её расшифровывают как 'British Midland International' или 'British MIdland'). Новым корпоративным цветом стал ярко-голубой, который заменил серый и белый, и британский флаг на хвосте самолёта с надписью «bmi». В 2003 году слова «British Midland» были удалены из названия, осталась только аббревиатура BMI, несмотря на то, что официальным названием компании является British Midland Airways Limited. Введение нового корпоративного стиля совпало с открытием трансатлантических рейсов в 2001 в Вашингтон и Чикаго из Манчестера на широкофюзеляжном Airbus A330. Вскоре был открыт рейсы из Манчестера в Лас Вегас.
BMI выполняла рейс в Мумбаи из Хитроу с мая 2005 года по октябрь 2006, после того как Индия и Великобритания подписали соглашение об использовании воздушного пространства. Затем был открыт рейс в Рийяд с 1 Сентября 2005 года, после того как British Airways закрыла свои рейсы в Саудовскую Аравию.
В 2002 году BMI Group перевезла 7,95 млн пассажиров. В 2005 этот показатель увеличился до 10,1 млн, это третий результат среди британских авиакомпаний. В начале 2006 года Ассоциация европейских авиакомпаний объявила о падении пассажирооборота, как крупных авиакомпаний, таких как BMI, так и региональных авиакомпаний (включая Bmibaby). Вне зависимости от этого отчёта BMI group объявила о прибыли до уплаты налогов в сумме 10 млн фт. ст. в году, заканчивающимся 31 декабря 2005 года.
29 октября 2006 года BMI запустила регулярный рейс в Москву при сотрудничестве с Трансаэро на A320 (G-MIDO).
BMI объявила 5 ноября 2008 года о прекращении в 2009 году дальнемагистральных рейсов из Манчестера.
В 2009 году BMI принесла извинения за то, что на электронных картах в салонах самолётов, выполняющих рейсы в Тель-Авив, нет государства Израиль. Это произошло из-зза того, что ранее другая авиакомпания, которая вошла в состав BMI в 2007 году, использовала самолёты на рейсах в арабские страны, и карты не были заменены.
В мае 2012 года авиакомпания слилась с British Airways, полеты вместо BMI выполняют easyJet или British Airways

### Подразделение
В 2002 году BMI учредило бюджетное подразделение Bmibaby, которое получило Boeing 737, которые высвободились в результате программы замены флота BMI на самолёты Airbus. Bmibaby на сегодняшний день осуществляет рейсы между главными и второстепенными европейскими аэропортами, но не выполняет рейсов из Хитроу.
В январе 2007 года BMI приобрела авиакомпанию British Mediterranean Airways, (BMED), франчайзингового партнёра British Airways, что дало выход на рынки Африки, Среднего Востока и Центральной Азии. Частью сделки по приобретению BMED стало получение BMI слотов в Хитроу от British Airways за 30 млн фт. ст.

## Флот
Флот BMI по состоянию на январь 2011 года:
:
По состоянию на январь 2011 года средний возраст флота составлял 7.1 лет

## Инциденты и авиакатастрофы
- 4 июня 1967 года около центра Стокпорта (Большой Манчестер, Великобритания) разбился Canadair C-4 Argonaut авиакомпании British Midland Airways (рег. номер G-ALHG), выполнявший чартер выходного дня. 72 из 84 человек на борту погибли; 12 получили серьёзные травмы.
- 8 января 1989 года недалеко от шоссе M1, рядом с ВПП аэропорта Восточный Мидландс разбился Boeing 737—400 (G-OBME). 47 из 118 пассажиров погибли.

## Галерея

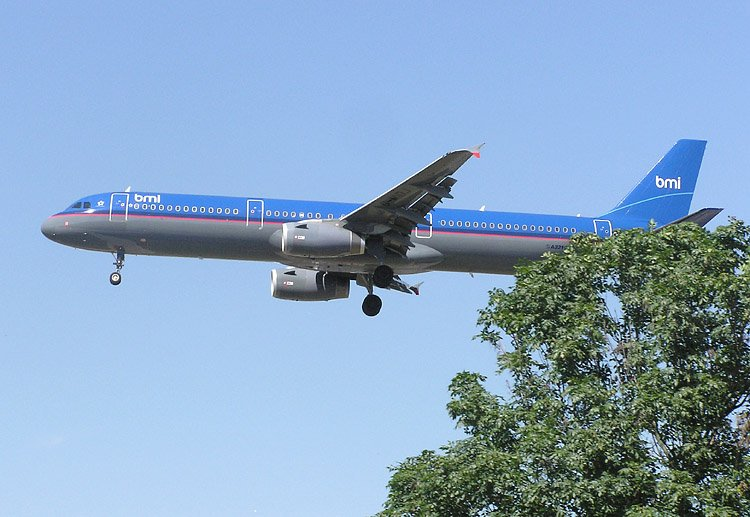
Airbus A321
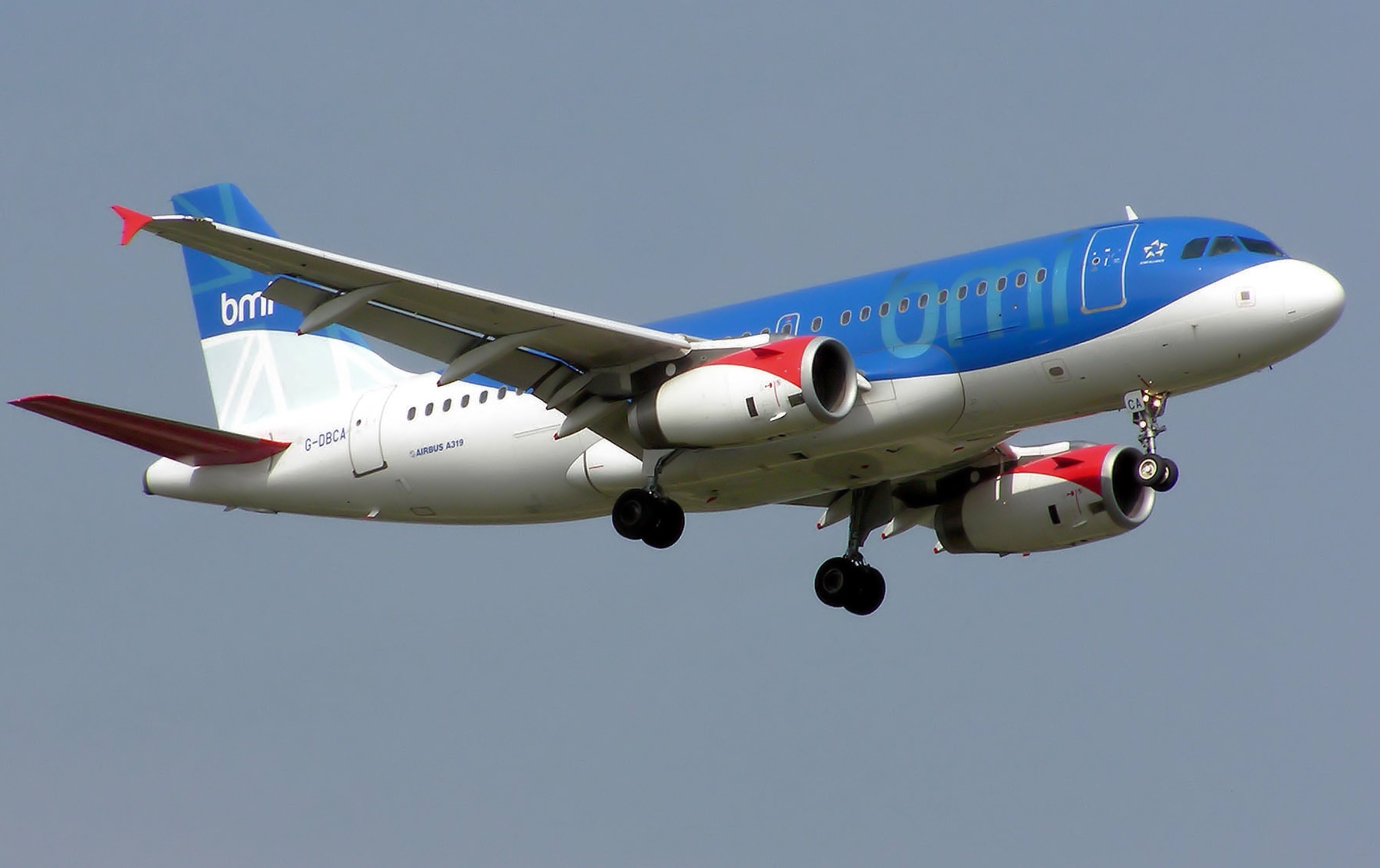
Airbus A319-100
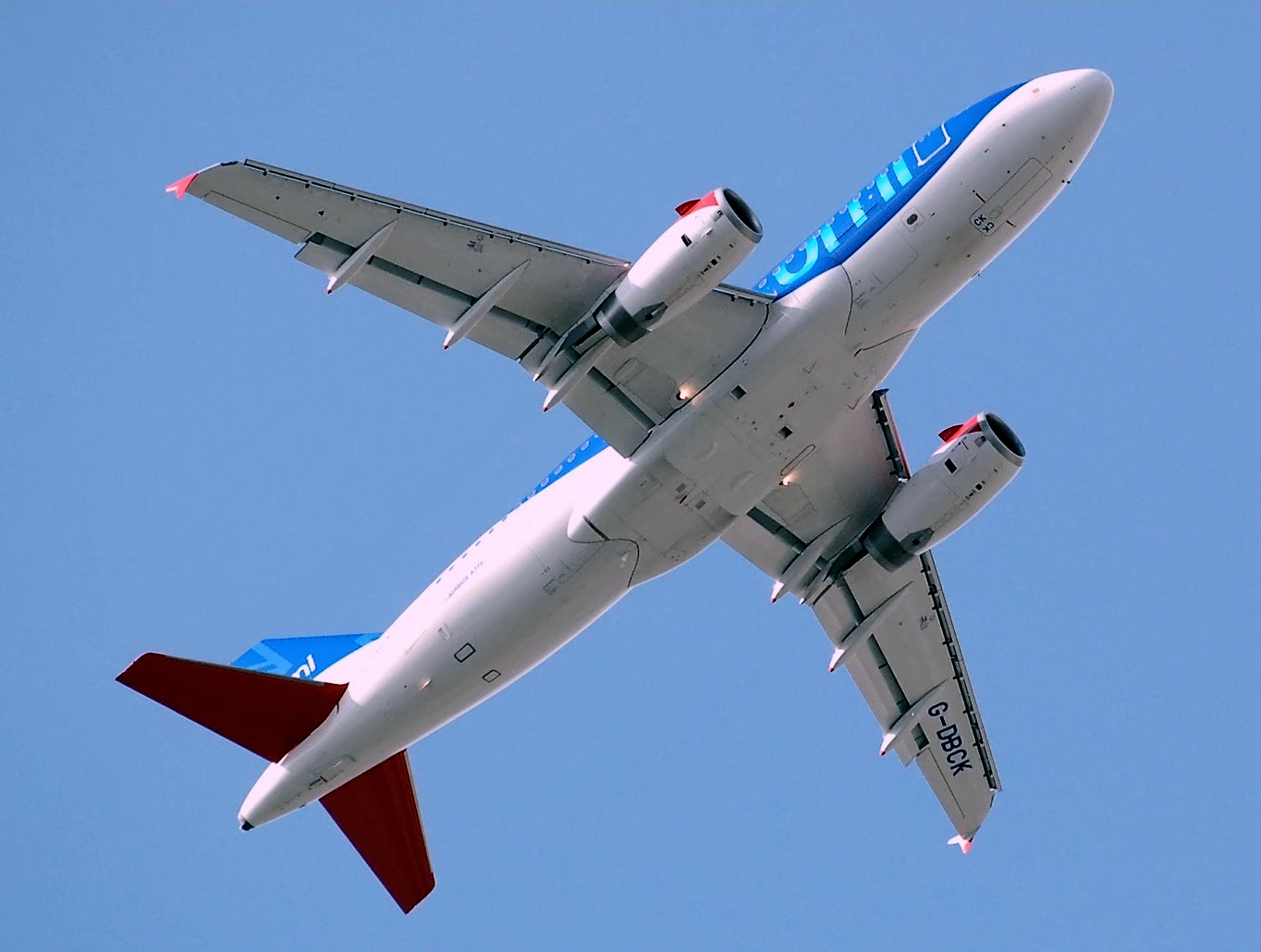
Airbus A319-100
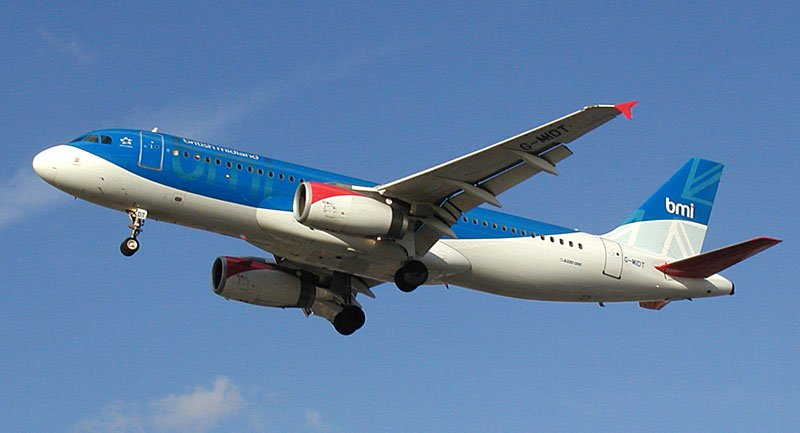
Airbus A320
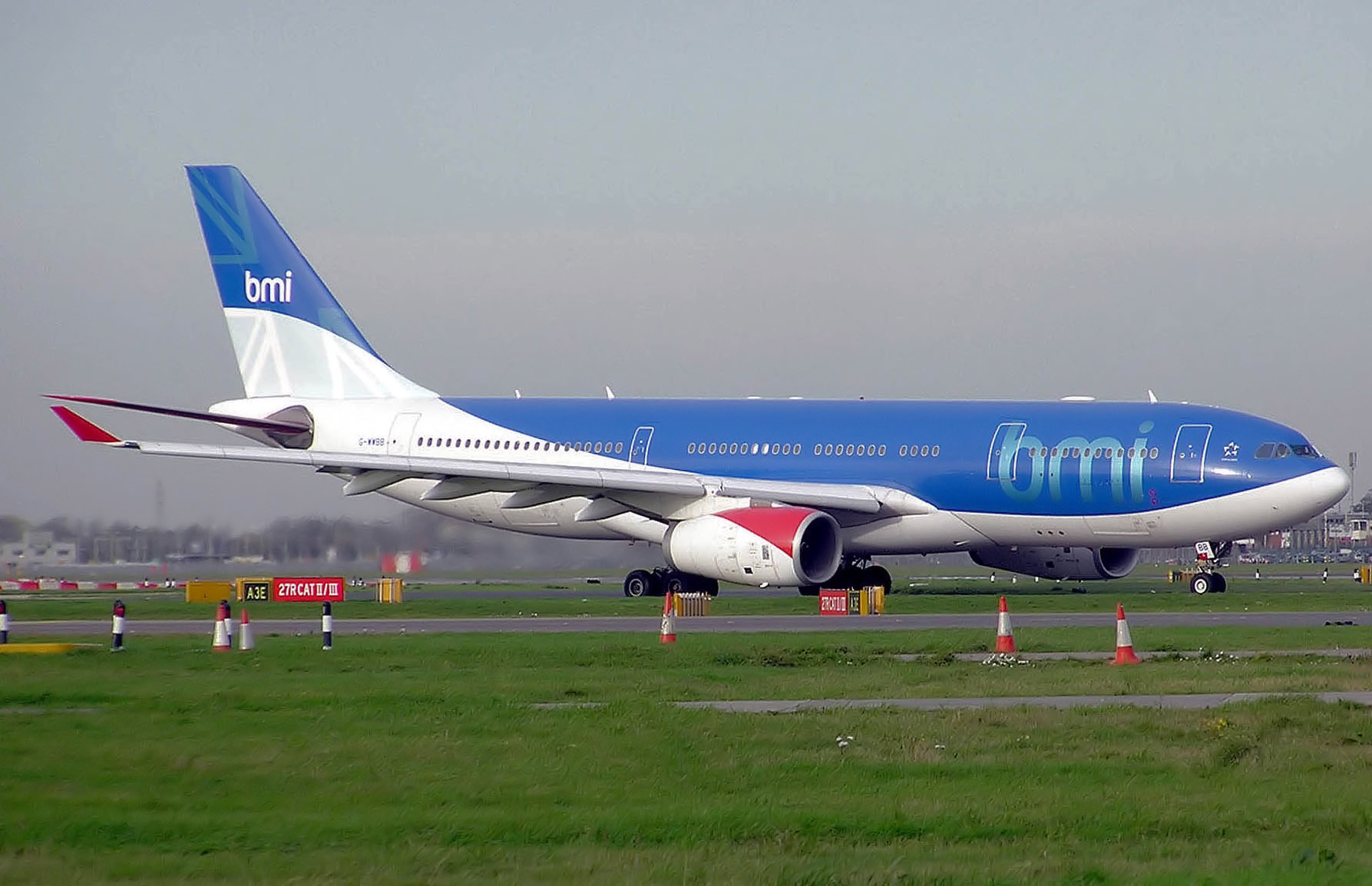
Airbus A330-200
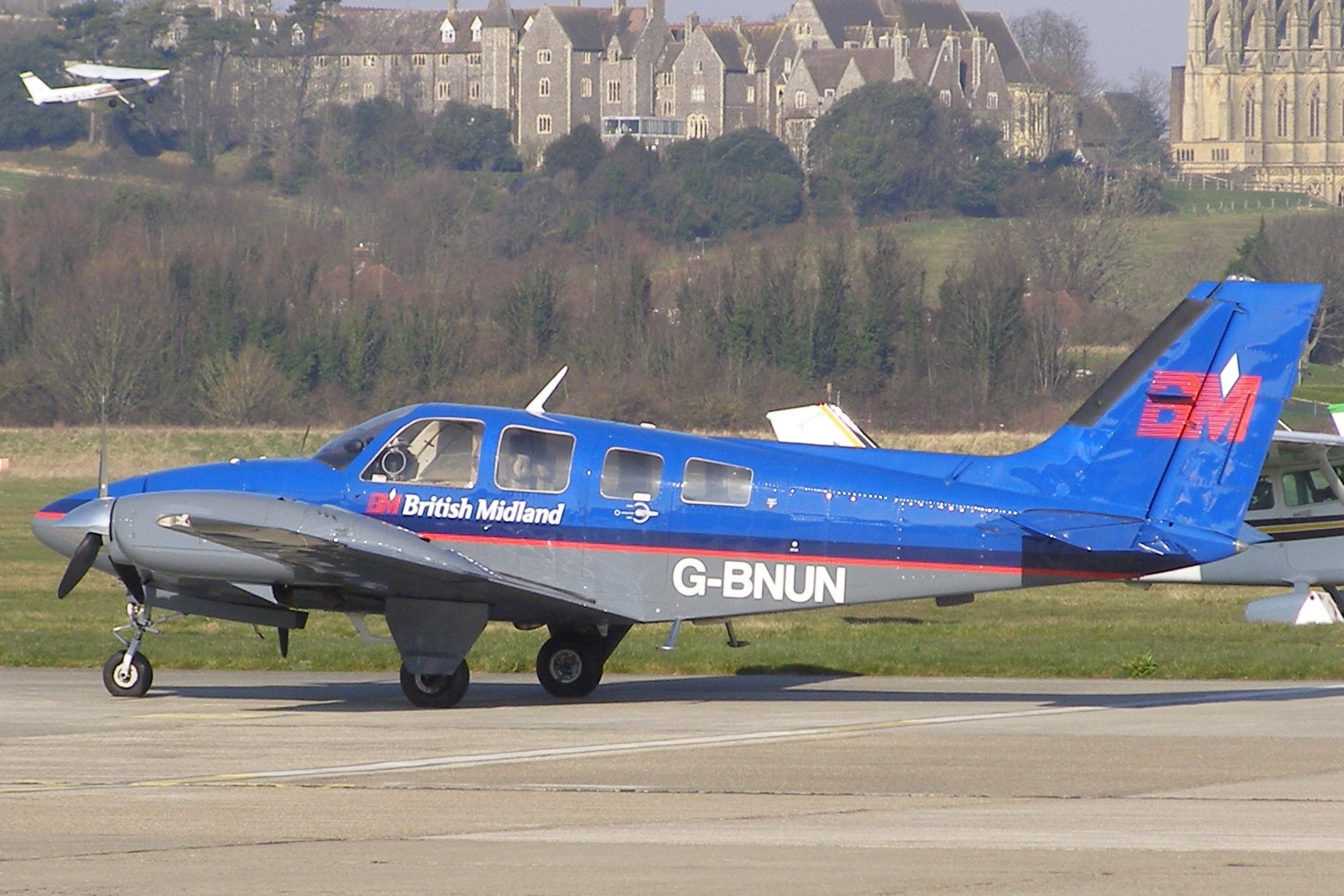
Beech Baron